# Prefettura di Kozah
La prefettura di Kozah è una prefettura del Togo situato nella regione di Kara con 225.259 abitanti al censimento 2010. Il capoluogo è la città di Kara.